# VIČI-Aistės Kaunas
Le VIČI-Aistės Kaunas est un club de basket-ball féminin Lituanien basé dans la ville de Kaunas, anciennement nommé TEO Vilnius.
Il appartient à la Ligue lituanienne féminine (Lietuvos Moterų Krepšinio Lyga), soit le plus haut niveau du championnat lituanien.  
De 2001 à 2010, le club a participé à toutes les éditions de l'Euroligue féminine, finissant 3e en 2005 et 4e en 2006.

## Historique
Le club est né en 1961 sous le nom de Kibirkštis (les requins). Il faut cependant attendre le début des années 2000 pour voir le club de Vilnius jouer les premières places nationales et internationales.

## Précédents noms

Le logo du Lietuvos Telekomas

- 2006-2010 : TEO Vilnius
- 1995-2006 : Lietuvos Telekomas
- ? - ? : Telerina
- ? - ? : Ryšininkas-Šviesa
- ? - ? : Kibirkštis

## Palmarès
International
- Ligue Baltique : 1995, 2000, 2001, 2002, 2003, 2004, 2005, 2006, 2007, 2008, 2009, 2010, 2011, 2012

National
- Championne de Lituanie : 2005, 2006, 2007, 2008, 2009, 2010, 2012

## Effectif 2013-2014
| Numéro | Nom                  | Née le            | Taille | Nationalité | Poste           |
|        | Kristina Alminaitė   | 18 novembre 1990  | 2,04 m | Lituanie    | Pivot           |
|        | Daina Gabalyte       | 8 juin 1980       | 1,82 m | Lituanie    | Ailière         |
|        | Egle Sniokaite       | 31 janvier 1988   | 1,78 m | Lituanie    | Arrière         |
| 5      | Mante Kvederaviciute | 28 novembre 1990  | 1,80 m | Lituanie    | Arrière-ailière |
| 6      | Hollie Mershon       | 28 novembre 1990  | 1,81 m | États-Unis  | Ailière         |
| 8      | Greta Sniokaite      | 25 mars 1991      | 1,80 m | Lituanie    | Arrière         |
| 9      | Rima Valentiene      | 10 juin 1978      | 1,70 m | Lituanie    | Arrière         |
| 11     | Lina Pikciute        | 17 novembre 1990  | 1,92 m | Lituanie    | Ailière         |
| 12     | Vita Kuktienė        | 6 août 1980       | 1,86 m | Lituanie    | Ailière         |
| 13     | Marina Solopova      | 13 février 1990   | 1,80 m | Lituanie    | Ailière         |
| 14     | Ieva Simkute         | 25 septembre 1989 | 1,91 m | Lituanie    | Ailière         |
| 15     | Ieva Krastina        | 6 novembre 1985   | 1,74 m | Lettonie    | Arrière         |

Entraîneur : Jurgita Štreimikytė-Virbickienė
Assistant : 	Tadas Stankevicius

## Effectif 2011-2012
| Numéro | Nom                    | Née le           | Taille | Nationalité | Poste           |
|        | Santa Okockytė         | 3 février 1992   | 1,76 m | Lituanie    | Arrière         |
| 5      | Milda Sauliute         | 28 août 1981     | 1,75 m | Lituanie    | Arrière         |
| 6      | Amanda Kemezys         | 14 juillet 1987  | 1,93 m | États-Unis  | Intérieure      |
| 7      | Mante Kvederaviciute   | 28 novembre 1990 | 1,80 m | Lituanie    | Arrière-ailière |
| 8      | Tat'yana Likhtarovitch | 29 mars 1988     | 1,87 m | Biélorussie | Arrière-ailière |
| 9      | Rima Valentiene        | 10 juin 1978     | 1,70 m | Lituanie    | Arrière         |
| 11     | Lina Pikciute          | 17 novembre 1990 | 1,92 m | Lituanie    | Ailière         |
| 12     | Vita Kuktienė          | 6 août 1980      | 1,86 m | Lituanie    | Ailière         |
| 13     | Courtnay Pilypaitis    | 11 février 1988  | 1,85 m | Canada      | Ailière         |
| 14     | Aija Putniņa           | 15 janvier 1988  | 1,92 m | Lettonie    | Intérieure      |
| 15     | Vaida Sipavičiūtė      | 6 novembre 1985  | 1,93 m | Lituanie    | Intérieure      |

Entraîneur : Mantas Šernius (en)
Assistant :

## Effectif 2010-2011
| Numéro | Nom                 | Née le           | Taille | Nationalité | Poste      |
| 4      | Courtnay Pilypaitis | 11 février 1988  | 1,85 m | Canada      | Ailière    |
| 5      | Milda Sauliute      | 28 août 1981     | 1,75 m | Lituanie    | Arrière    |
| 6      | Amanda Kemezys      | 14 juillet 1987  | 1,93 m | États-Unis  | Intérieure |
| 7      | Aušra Bimbaitė      | 12 mai 1984      | 1,79 m | Lituanie    | Arrière    |
| 8      | Indre Dudenaite     | 10 octobre 1982  | 1,83 m | Lituanie    | Ailière    |
| 9      | Rima Valentiene     | 10 juin 1978     | 1,70 m | Lituanie    | Arrière    |
| 11     | Giedrė Paugaitė     | 15 juillet 1990  | 1,92 m | Lituanie    | Intérieure |
| 12     | Vita Kuktienė       | 6 août 1980      | 1,86 m | Lituanie    | Ailière    |
| 13     | Marina Solopova     | 12 février 1990  | 1,80 m | Lituanie    | Ailière    |
| 15     | Lina Pikciute       | 17 novembre 1990 | 1,92 m | Lituanie    | Ailière    |
|        | Kristina Alminaitė  | 18 novembre 1990 | 2,04 m | Lituanie    | Intérieure |
|        | Aurime Rinkeviciute | 26 janvier 1990  | 1,79 m | Lituanie    | Arrière    |

Entraîneur : Mantas Šernius (en)
Assistant :

## Joueuses célèbres
- Katie Douglas
- Jurgita Štreimikytė-Virbickienė
- Aušra Bimbaitė